# Pleuroxia hinsbyi
Pleuroxia hinsbyi är en snäckart som först beskrevs av Gerard Kalshoven Gude 1916.  Pleuroxia hinsbyi ingår i släktet Pleuroxia och familjen Camaenidae. IUCN kategoriserar arten globalt som sårbar. Inga underarter finns listade i Catalogue of Life.